# Macaos damlandslag i ishockey
Macaos damlandslag i ishockey representerar Macao i ishockey på damsidan och kontrolleras av Macaos ishockeyförbund.

## Historik
Laget spelade sin första match den 1 december 2007, då man utklassades av Hongkong med 0-13i Macao.

### Fotnoter
1. ↑  ”National Teams of Ice Hockey”. Arkiverad från originalet den 3 juni 2016. https://web.archive.org/web/20160603162357/http://www.nationalteamsoficehockey.com/uploads/Macao_Women_All_Time_Results.pdf. Läst 28 augusti 2011.